# Leuth von Hachenburg

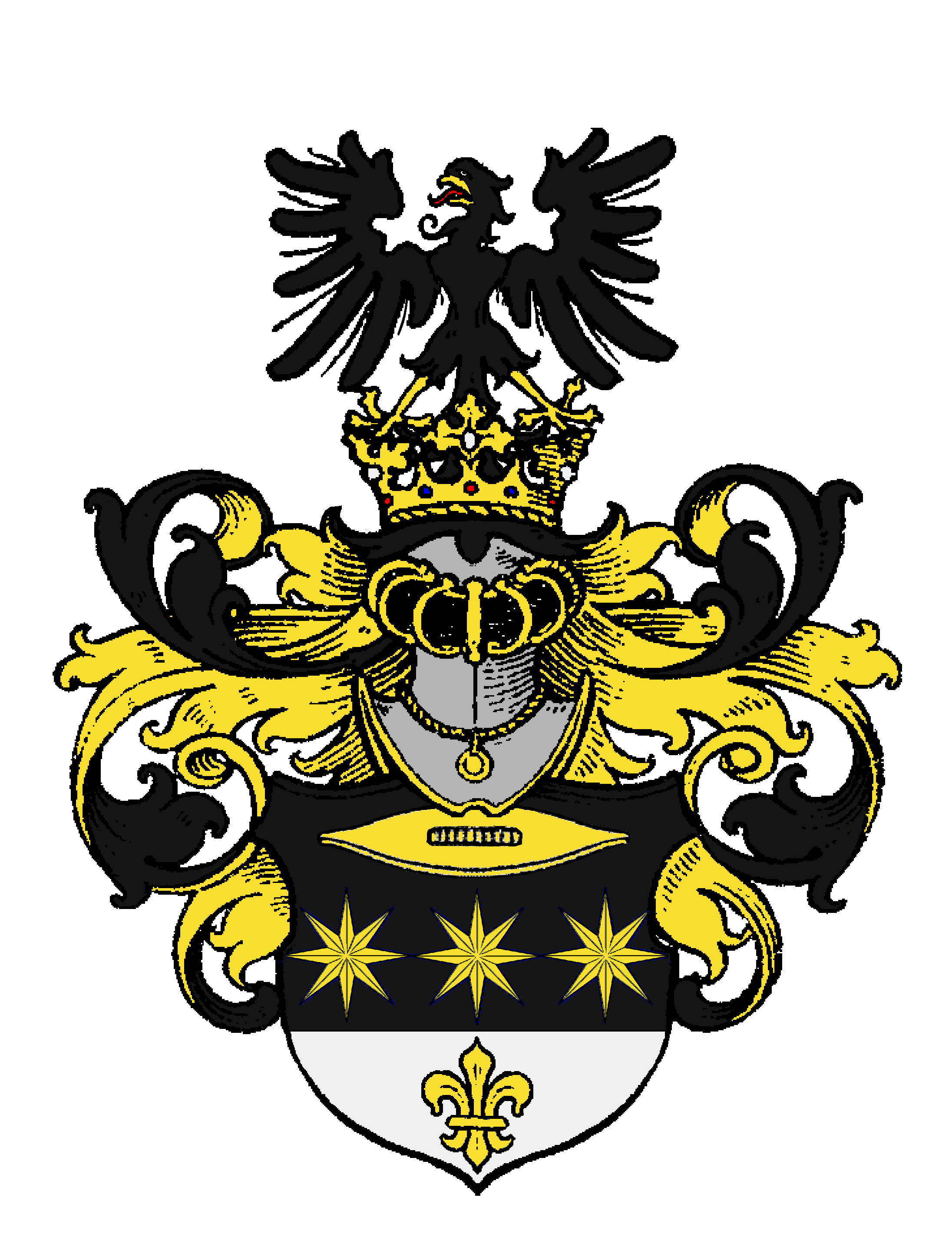
Wappen der
Leuth von Hachenburg

Leuth von Hachenburg (historisch auch Leudt von Hachenburg) ist der Name eines Reichsadelsgeschlechts, das aus einem sehr begüterten alten Ratsgeschlecht zu Hachenburg in der Grafschaft Sayn hervorgegangen war und zu den führenden Beamtenfamilien Hessens gehörte.

## Geschichte
Das Geschlecht der Leuth nahm im 16. Jahrhundert in der Stadt Hachenburg im Westerwald viele Ehrenämter ein, wie Markt-, Kirchen- und Bürgermeister sowie Schultheiß. Begütert waren sie auch in den angrenzenden Orten Geilenrod und Altstadt. So hatte Jost Leuth 1610 auf Grund eines Urteils der saynischen Räte Güter zu Geilenrod, Altstadt und vor der niederen Stadtpforte zu Hachenburg erhalten, die vorher Sophie Elisabeth geb. Leuth, Ehefrau des kurtrierischen Rats Christian Fischbach zu Koblenz, besessen hatte. Nach einem Prozess vor dem Reichskammergericht hatte die Vorbesitzerin ihre Güter 1612 aber wieder zurückbekommen. Von Kaiser Ferdinand II. erhielten am 25. Mai 1629 zu Wien Claus (= Nicolaus) Leuth, gräflich saynischer Rat, Schultheiß, Schöffe und Freigutsbesitzer zu Hachenburg, und seine Söhne, Martin Leuth, hessischer Vizekanzler zu Darmstadt, und Adam Leuth, hessischer Rat zu Darmstadt, sowie für deren eheliche Nachkommen, einen Reichs-Adelsbrief. Martin Leuth hatte als Vizekanzler dem 1617 in der Landgrafschaft Hessen-Darmstadt eingerichteten Geheimen Rat angehört, der zunächst nur aus dem wichtigsten Zentralbeamten, dem Kanzler, dem Hofmarschall, eben dem Darmstädter Vizekanzler und einem Hofrat bestanden hatte.
Kneschke schreibt 1857, dass das Adelsgeschlecht Leuth wohl schon länger erloschen sein müsse. Und Albrecht Eckhardt trug 1967, seinerzeit Archivrat am Hessischen Staatsarchiv Darmstadt, vor: „Auch die Leuth wurden (1629, als L. v. Hachenburg) nobilitiert. Von den Kindern der beiden hessischen Räte [die den Adelsbrief zusammen mit ihrem Vater Nikolaus (Claus), einem saynischen Rat, erhalten hatten] scheinen nur die Töchter erwachsen geworden zu sein.“ Tatsächlich weist Einiges darauf hin, dass es gegen Ende des Dreißigjährigen Kriegs keine männlichen Namensträger mehr gab. So hat sich im Hauptstaatsarchiv Wiesbaden ein Vorgang erhalten, aus dem hervorgeht, dass der gräflich saynische Rat, Schultheiß, Schöffe und Freigutsbesitzer Claus Leuth zu Hachenburg eine Schuldforderung gegen die Grafschaft Nassau-Diez geltend machte, die die Grafen offenbar schon seit 1539 offen gelassen hatten. Seit 1614 zog sich die Einforderung der Schuld über die beträchtliche Summe von 1200 Gulden über viele Jahrzehnte hin, die schließlich in einer Klage beim Reichshofrat gegen Nassau-Diez gipfelte. Die Sache wurde gegen Mitte des 17. Jahrhunderts allerdings schon von den Töchternachkommen, den Familien Heeser zu Dillenburg, Drach zu Darmstadt und Glock zu Frankfurt, darunter namentlich den Juristen, betrieben. 1626 hatte Martin Leuth, landgräflich hessen-darmstädtischer Rat und Kammermeister, Vizekanzler in Darmstadt († 1636), seiner Vaterstadt Hachenburg die beträchtliche Summe von 300 Gulden vorgestreckt, damit diese von den Kaiserlichen geforderte Kontribution bezahlen konnte. Sein Halbbruder Adam Leuth von Hachenburg vermachte den Armen in Hachenburg sogar 421 Gulden und stiftete 40 Gulden zum Morgengeläut.

## Stammliste
1. Johann Leuth war um 1520/30 Schultheiß in Altenkirchen in der Grafschaft Sayn.[9]
  1. Gerhard Leuth der Alte starb vor 1563.[10]
    1. Matthäus Leuth (* um 1500) war Ratsherr zu Hachenburg und vermählt mit Anna von der Kehr.[11]
      1. Adam Leuth (1522–1583), Schöffe[12] und 1566/67, 1570/71, 1577/78, 1581/82 und 1582/83[13] Bürgermeister[14] zu Hachenburg, heiratete 1545 Anna von Grumbach, Tochter des Nicolaus von Grumbach und der Catharina Stumpff.[15] In zweiter Ehe verheiratet mit Ursula Leuth († 21. Januar 1583). Ihr Grabmal an der Altstädter Bartholomäuskirche "Anno 1583 uf Sondag, den 21. January ist in Got verschieden die tugendsame Ursula, mein, Adam Leuthe zwete eheliche Hausfrau, der Gott Gt (=gnade)."[16]
        1. Ursula Leuth (1550–nach 1582), vermählt mit Anton Brender († vor 1610), dem Rentmeister zu Hachenburg.[17]
        2. Nicolaus (Claus) Leuth von Hachenburg war gräflich saynischer Rat, Schultheiß, Schöffe, 1591/92, 1601/02, 1612/13 und 1615/16 Bürgermeister[13] und Freigutsbesitzer zu Hachenburg. Vermählt war er mit Judith von Rehe.[18] In einer anderen Ehe war er verheiratet mit Margaretha Eybel, Tochter des Manfried Eybel, Limburger Bürger, und der Margaretha geb. von Elwingen. (Deren Eltern waren: Thielmann Eybel, Limburger Bürgermeister und Schöffe, und Elisabeth; sowie Johann von Elwingen, Limburger Bürger, und Anna von Dalheim.)[19] Nikolaus Leuth von Hachenburg galt seinerzeit als einflussreicher Jurist.[20] Die Aufteilung seines Erbes zwischen seinen Kindern ist in Akten von 1635 bis 1652 erhalten[21]
          1. Anna Elisabeth Leuth von Hachenburg, * Hachenburg 24. Juni 1595, † Darmstadt 9./16. Mai 1678. Sie wurde die 3. Ehefrau (Heirat Oppenheim 25. Oktober 1619) von Johann Conrad Drach[22] (* um 1565/1570 Lohr am Main, † 2. November 1624 Oppenheim), Ratsherr, Bürgermeister, Reichs- und Stadtschultheiß in Oppenheim, Direktor des Ritter-Gerichts in Oppenheim und Kaiserlicher Rat (Kaiserliche Wappenverleihung mit Krone (zugleich mit seinen Brüdern Albrecht und Johann Georg) zu Prag am 27. Juli 1605; wurde von späteren Generationen erfolgreich als Adelsbrief ausgelegt);[23] sie heiratete 2. zu Darmstadt am 14. Juni 1630 Esaias von Fabricius,[24] (* 24. September 1579 Dreieichenhain, † 16. September 1660 Darmstadt), 1594 immatrikuliert Pädagogium Marburg, 1597 Studium Jena, Marburg 1598, Leipzig 1599, Wittenberg 1600, Basel 1604, Doktor beider Rechte Basel 1604, 1604–1613 Advokat, seit 1607 Bürger in Friedberg, 1613–1627 Rat und Syndikus der Ritterschaft der Burg Friedberg, seit 1617 auch Syndikus des Deutschen Ordens, 1627 landgräflich hessischer Rat, 1639–1660 Regierungsrat zu Darmstadt, 1640–1648 hessen-darmstädtischer Vizekanzler in Darmstadt (Nachfolger des Johann Faber, bis zur Auflösung der Kanzlei), 1648 auch Rat der Grafschaft Erbach (Reichsadel zu Linz am 19. November 1644).
            1. Nikolaus Martin Drach, (* 7. August 1621 in Oppenheim, † 24. Januar 1679 in Darmstadt). Der Jurist war Kaiserlicher Hofpfalzgraf, landgräflich hessischer Rat, Vizekanzler und Gesandter. Vom Landgrafen von Hessen-Darmstadt erhielt er das Dorf Leeheim als Pfand, als Entschädigung für seine Aufwendungen bei den Gesandtschaften.[20]
            2. Elisabeth Margarethe Drach, 1624–1687, verheiratet Darmstadt 25. Februar 1645 mit Anton Glock (* 2. November 1611 Frankfurt am Main, † 29. September 1690 Frankfurt am Main), Syndicus in Frankfurt am Main, (Studium Marburg 1630, Jena 1633, Leipzig 1636, Doktor beider Rechte, 1644 Bürger in Frankfurt am Main, Advokat, gräflich Solms-Licher Rat und Amtmann, 1640 Advokat der Reichsstadt Frankfurt am Main, 1654 Syndicus primarius der Reichsstadt Frankfurt am Main)
              1. Esaias Philipp Glock zu Frankfurt am Main. (* Frankfurt am Main 19. Januar 1646, † Frankfurt, Main 6. Dezember 1710), Jurist, stud. Tübingen, 1677 Aufnahme in die Patriziergesellschaft Zum Frauenstein, 1690 Nachfolge seines Vaters als Syndicus der Stadt Frankfurt.[25] Erhebt wegen einer alten Schuldverschreibung über 1200 Gulden der Grafen von Nassau-Diez gegenüber den Leuth zu Hachenburg, von der schon sein Urgroßvater Nikolaus Leuth von Hachenburg die Forderung auf Einlösung geltend gemacht hatte, schließlich beim Reichshofrat Klage gegen Nassau-Diez.[26] War in 1. Ehe verheiratet mit Maria Juliana von Glauburg (* 1640,† 1680; Tochter des Achilles Sigismund von Glauburg (* 15. August 1604, † Frankfurt am Main 1667), stud. Wittenberg und Leipzig, 1625–1627 in kaiserlicher Kriegsdiensten unter Johann T’Serclaes von Tilly, 1650 Ratsherr, 1660 Jüngerer Bürgermeister, 1664 Schöffe); in 2. Ehe Eva Maria von Hilten, († Frankfurt am Main 28. April 1697), Tochter von Johann Philipp von Hilten, Witwe des Johann Caspar Witzel aus Frankfurt, 1675 Respondent zu Straßburg.[27]
              2. Marie Margaretha Glock (* Frankfurt am Main 26. Juni 1653, † Frankfurt am Main 8. Oktober 1677), heiratete Wilhelm Persbecher (* Frankfurt am Main 15. Februar 1653, † Frankfurt am Main 1. Juni 1706), Jurist, J.U.D.; Advokat in Frankfurt, 1691 Ratsherr, 1698 Jüngerer Bürgermeister, 1698 Schöffe[28]
              3. Marie Elisabetha Glock, heiratete Hieronymus Schneider (* 20. Februar 1642, † 12. Mai 1678), Jurist, Advokat in Frankfurt[29]
              4. Anna Catharina Glock (* Frankfurt am Main 31. Januar 1660, † Frankfurt am Main 7. November 1725), heiratete Johann Philipp II. von Kellner (* Frankfurt am Main 3. November 1652,† Frankfurt am Main 3. November 1719), stud. Straßburg, Lic. jur. (Basel), im Kriegsdienst beim Oberrheinischen Kreisregiment, 1697 Ratsherr, 1704 Jüngerer Bürgermeister, seit 1705 Gesandter auf dem immerwährenden Reichstag zu Regensburg, 1710 Schöffe, 1718 Älterer Bürgermeister, Mitglied der Patriziergesellschaft Alten Limpurg[30]

            3. Anna Katharina von Fabricius (1631–1671), verheiratet 1659 mit Gottfried Reichmann, nassauischer Geheimer Rat und Kanzleidirektor in Dillenburg
            4. Maria Magdalena von Fabricius (1634–1676), verheiratet mit Jakob Friedrich Rühl, hohenlohischer Kanzleidirektor in Kirchberg

          2. Martin Leuth von Hachenburg (aus Ehe des Vaters mit Margaretha Eybel), Kaiserlicher Hofpfalzgraf und landgräflich hessen-darmstädtischer Rat und Kammermeister, Vizekanzler in Darmstadt († 1636), in 1. Ehe verheiratet mit Regina Beyer,[22] heiratete in 2. Ehe 1623 als Witwer Anna Maria Gewendt (Tochter des hessischen Vogts zu Wetzlar Philipp Gwend (Gewendt; * Ende September 1555, † 6. März 1605)[31] und der Anna Elisabetha geb. Schwartz),[32] die 1648 mit Martin Schickhard, gräflich nassau-katzenelnbogischer (= nassau-dillenburgischer) Rat und Advokat zu Frankfurt, verheiratet war. Martin Schickhard hatte 1637 um Aufnahme in die Frankfurter Bürgerschaft gebeten. Ein Sohn mit Anna Maria Schickhard geb. Gwend (verwitwete Leuth von Hachenburg) war Hector Wilhelm Schickhard (* Frankfurt am 29. Juni 1639, † Weilburg am 29. August 1681). 1626 hatte Martin Leuth († 1636) seiner Vaterstadt Hachenburg die beträchtliche Summe von 300 Gulden vorgestreckt, damit diese von den Kaiserlichen geforderte Kontribution bezahlen konnte.[33]
            1. Anna Catharina Leuth von Hachenburg (Tochter des Martin Leuth von Hachenburg und der Regina Beyer), * Oppenheim 4. Februar 1617, † Darmstadt 1. Januar 1695, begraben 4. Januar 1695, war verheiratet mit Conrad Jacob von Fabricius,[22] * 6. Mai 1611 Büdingen, † 24. August 1675 Darmstadt, hessisch-darmstädischer Geheimer Rat, Vizekanzler, Kanzler, Gesandter, Burgmann zu Gelnhausen, (Reichsadel zu Linz am 19. November 1644 zusammen mit den Brüdern seines Vaters).
              1. Maria Elisabeth von Fabricius, verheiratet mit Heinrich Christian Kranz, landgräflich hessisch-darmstädtischer Vizekanzler in Gießen
              2. Anna Eleonore von Fabricius, verheiratet mit Anton von Sell, landgräflich hessisch-darmstädtischer Geheimer Rat
              3. Johann Philipp Martin Fabrice von Westerfeld[34] (* 15. Dezember 1642 Darmstadt, † 16. September 1692 Darmstadt), 1671 hessen-darmstädtischer Vormundschaftsrat; 1673 Comitialgesandter, verheiratet mit Anna Catharina geb. Drach (1655–1693; Tochter der Maria Elisabeth Drach geb. Sengel (1633–1678; Tochter des Johann Philipp Sengel, Kammerdirektor in Dillenburg, und der Marie Christine Schomler), und des Nicolaus Martin Drach (* 7. August 1621 Oppenheim, † 24. Januar 1679 Darmstadt)), 1638 Studium zu Marburg, 1640 Reise durch die Niederlande, England, Frankreich, 1644 Studium Altdorf, Lizenziat beider Rechte Altdorf 1646, 1653 hessen-darmstädtischer Regierungsrat, Geheimer Rat, Amtmann zu Grünberg, Gemünden und Ulrichstein, 1663 Comitialgesandter, 1666 Vize-Kanzler, 1673 Comitialgesandter, dann Resident in Wien, einem Sohn des Reichs- und Stadtschultheißen zu Oppenheim Johann Conrad Drach († 1624) und der Anna Elisabeth geb. Leuth von Hachenburg (1595–1678).
                1. Johann Philipp Martin Fabrice von Westerfeld junior war Kaiserlicher Wirklicher Rat in der Freien und Reichsstadt Frankfurt, wo seine Kusine Amalia Wilhelmina Fabrice von Westerfeld († 1769) der Patriziergesellschaft Alten Limpurg angehörte, da sie mit Johann Adolph von Glauburg verheiratet war.[35]

              4. Johann Christoph Fabrice von Westerfeld ...
              5. Sophie Katharina von Fabricius, verheiratet mit Wilhelm Johann Schröder, Amtmann zu Ostheim

            2. Anna Eleonore Leuth von Hachenburg (Tochter des Martin Leuth von Hachenburg und der Anna Maria geb. Gewendt (1636 verwitwete Leuth von Hachenburg, wiedervermählte Schickhard), (* Darmstadt 7. April 1627, ▭ Frankfurt am Main 27. Februar 1665)[36]) war die zweite Ehefrau des Frankfurter Advokaten Lic. jur. Hector Achilles Fichard (* Frankfurt am Main 4. April 1614, † ebd. 24. Februar 1665), der ein Urenkel Johann Fichards war und der Frankfurter Patriziergesellschaft Alten Limpurg angehörte.[37]
              1. Johann Maximilian Fichard (* Frankfurt am Main 7. September 1648, † bei Korinth in Griechenland 1692), Hauptmann in venetianischen Diensten
              2. Hans Hector Fichard (* 9. Juni 1651, † 6. Januar 1656)
              3. Johann von Fichard (~ Frankfurt am Main 12. Juli 1653, † Schaafheim bei Dieburg 5. Dezember 1722), Gutsbesitzer in Schaafheim
              4. Maria Eleonora Fichard (* 2. September 1655, † 7. September 1658)
              5. Anna Elisabeth Fichard (* 26. Oktober 1657, † 14. September 1658)

            3. Sophie Elisabeth Leuth von Hachenburg († nach 1705, Tochter des Martin Leuth von Hachenburg und der Anna Maria geb. Gewendt (1636 verwitwete Leuth von Hachenburg, wiedervermählte Schickhard)[38]) Sie war in erster Ehe mit Johann Georg Kugelmann (1626–1669), gräflich erbachischen Rat und Amtmann zu Michelstadt, verheiratet. Er war in erster Ehe mit einer Tochter des hessen-darmstädtischen Vizekanzlers Johann Faber verheiratet. Nach seinem Tod heiratete Sophie Elisabeth Leuth von Hachenburg in 2. Ehe den älteren Bruder von Balthasar Mentzer, Ludwig Mentzer (1608–1670). Der Jurist war Rat und Stadtkonsulent in Openheim und Oberarchivar in Gießen. In erster Ehe hatte er um 1640 die Aachener Patrizier-[39] und Kaufmannstochter Johannette von Münthen (* 1605, † 1643) geheiratet,[40] deren Vater der 1626 geadelte Cornelius von Münthen,[41] (* 1575), Patrizier und Händler in Aachen war, die Mutter war Barbara geb. Ruland († 1628) aus Aachen, Witwe des Gerhard von Beeck († 1598).[42] Die Vorfahren Münthen waren als Kupfergewerke in Aachen sehr vermögend geworden. Der Aachener Patrizier Cornelius Münthen war mit seiner Familie vor den Spaniern zunächst nach Hamburg und Utrecht, dann 1627 nach Darmstadt zu seinem Schwiegersohn Anton Wolff von Todenwarth geflüchtet. Eine Tochter war mit dem hessen-darmstädtischen Kanzler verheiratet. Eine weitere Tochter, Martha Maria von Münten, heiratete 1628 Philipp Ludwig Fabricius (* 1599 in Birstein, † 1666 in Darmstadt), 1637 Geheimer Rat und Vize-Kanzler in Darmstadt, 1648–1666 Kanzler der Landgrafschaft Hessen-Darmstadt.[43]
              1. Johann Ludwig Kugelmann (* in Michelstadt), studierte Jura, u. a. in Jena, wo er 1677 immatrikuliert wurde. War zunächst als Hofmeister tätig, seit etwa 1690 als Sekretär, später als Beamter in Heilbronn. Sein Schwager Johann Winckler empfahl ihn 1682/1683 wiederholt an Spener.[44]
              2. Johanna Kugelmann (1658–1719), sie heiratete am 22. November 1674 (16-jährig) Johann Winckler (1642–1705), der in 1. Ehe mit Elisabeth Magdalena geb. von Lindau verheiratet war, nach deren Tod, zum Ablauf des Trauerjahres.
              3. Johanna Sophia Kugelmann (* 1666 in Michelstadt)[44]

          3. Adam Leuth von Hachenburg (aus der Ehe des Vaters mit Judith von Rehe), 1609/1610 Respondent in Gießen,[45] landgräflich hessen-darmstädtischer Rat zu Darmstadt, heiratete 30. Mai 1626 Margaretha Gewendt (* am 30. Januar 1596 in Wetzlar),[46] die in erster Ehe am 6. Dezember 1613 in Wetzlar den aus Laubach stammenden hessischen Kanzler Georg Terhell (* 18. April 1576 in Laubach, † 17. September 1624 in Darmstadt) geheiratet hatte. Sie war eine Tochter des hessischen Vogts zu Wetzlar Philipp Gwend (Gewendt; * Ende September 1555, † 6. März 1605)[47] und der Anna Elisabetha geb. Schwartz,[48] Adam Leuth von Hachenburg vermachte den Armen in Hachenburg die erhebliche Summe von 421 Gulden und stiftete 40 Gulden zum Morgengeläut.[49]

## Wappen

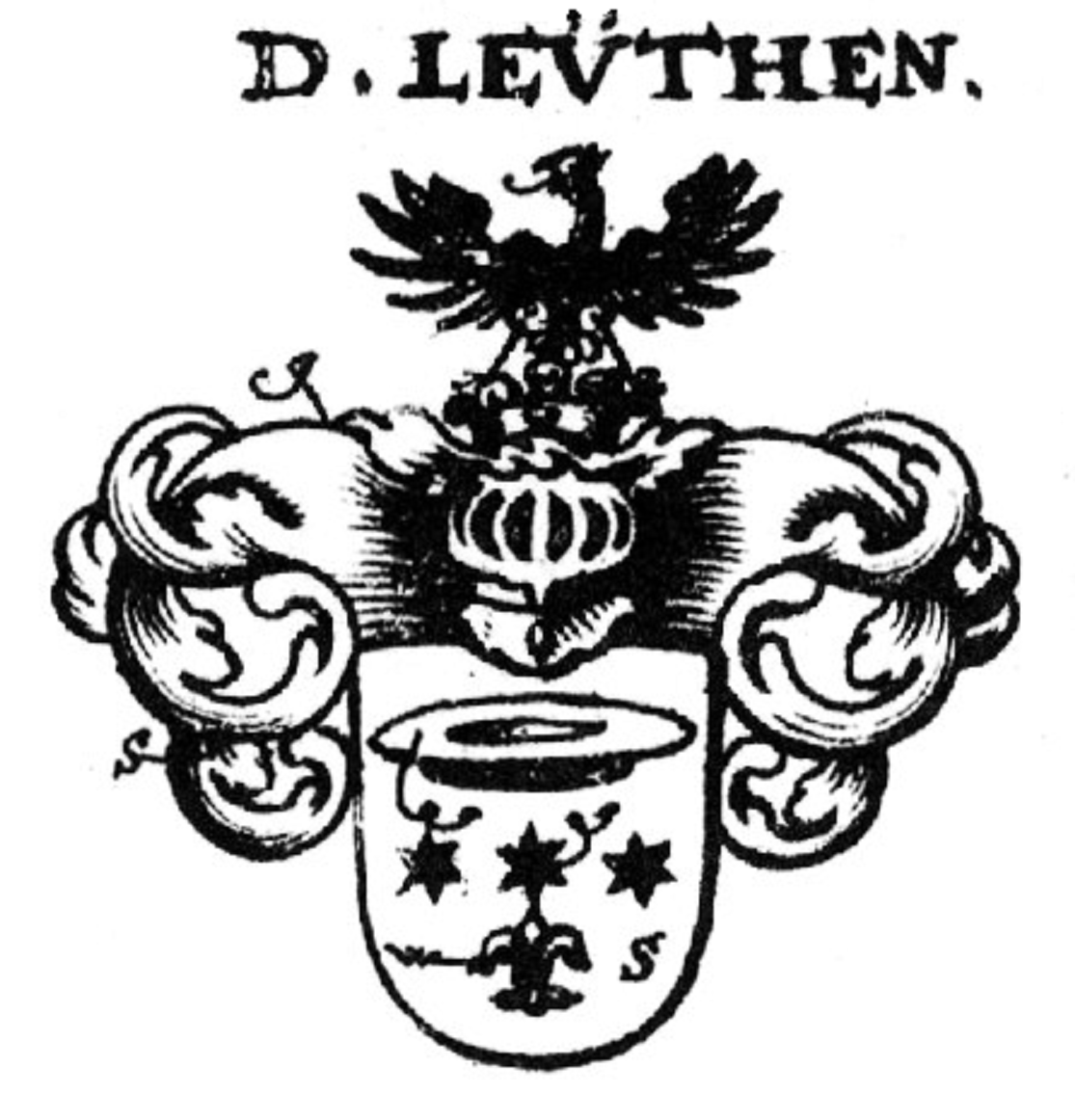
Wappen der Leuth
im „Siebmacher“

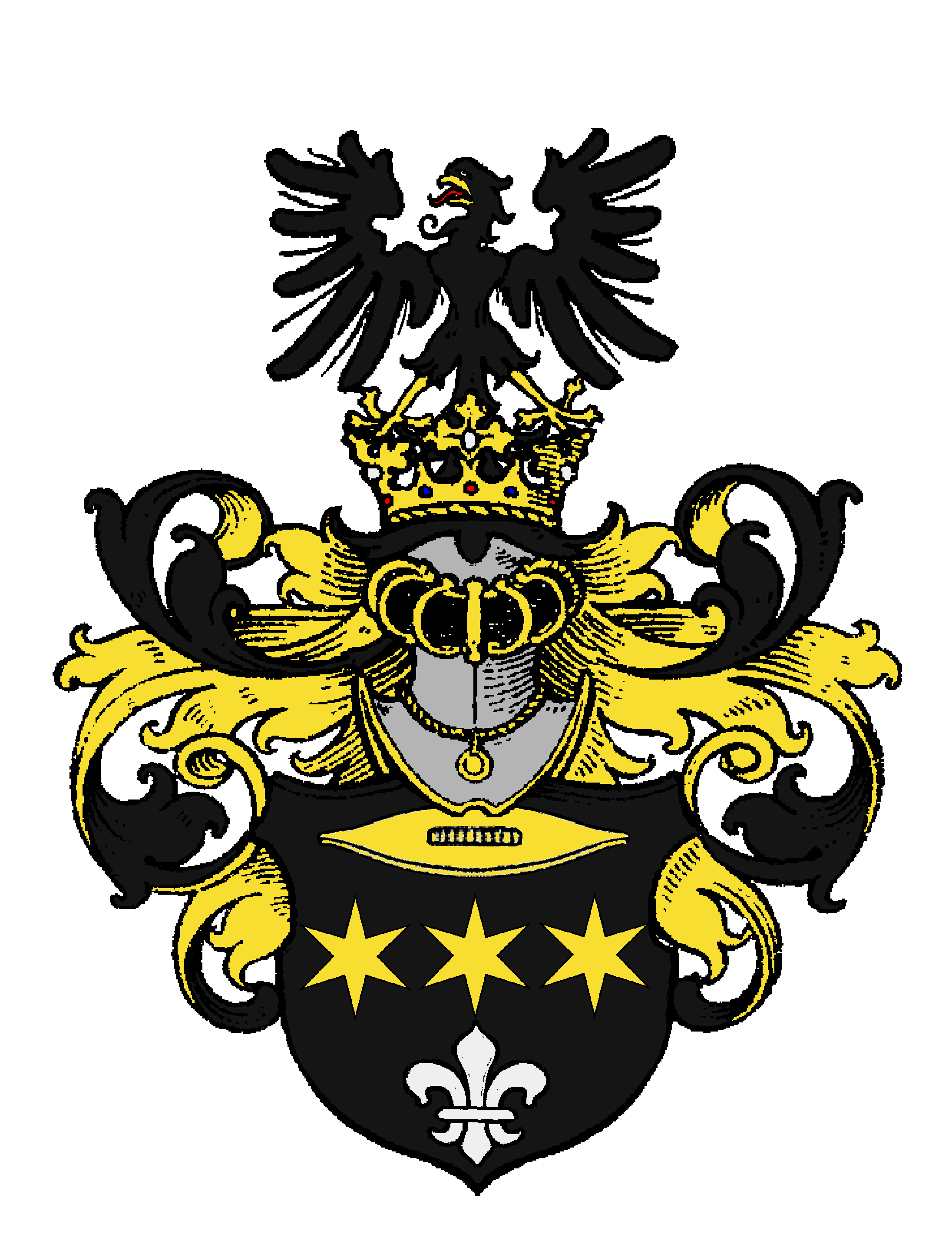
Wappen der Leuth
nach der Darstellung im „Siebmacher“

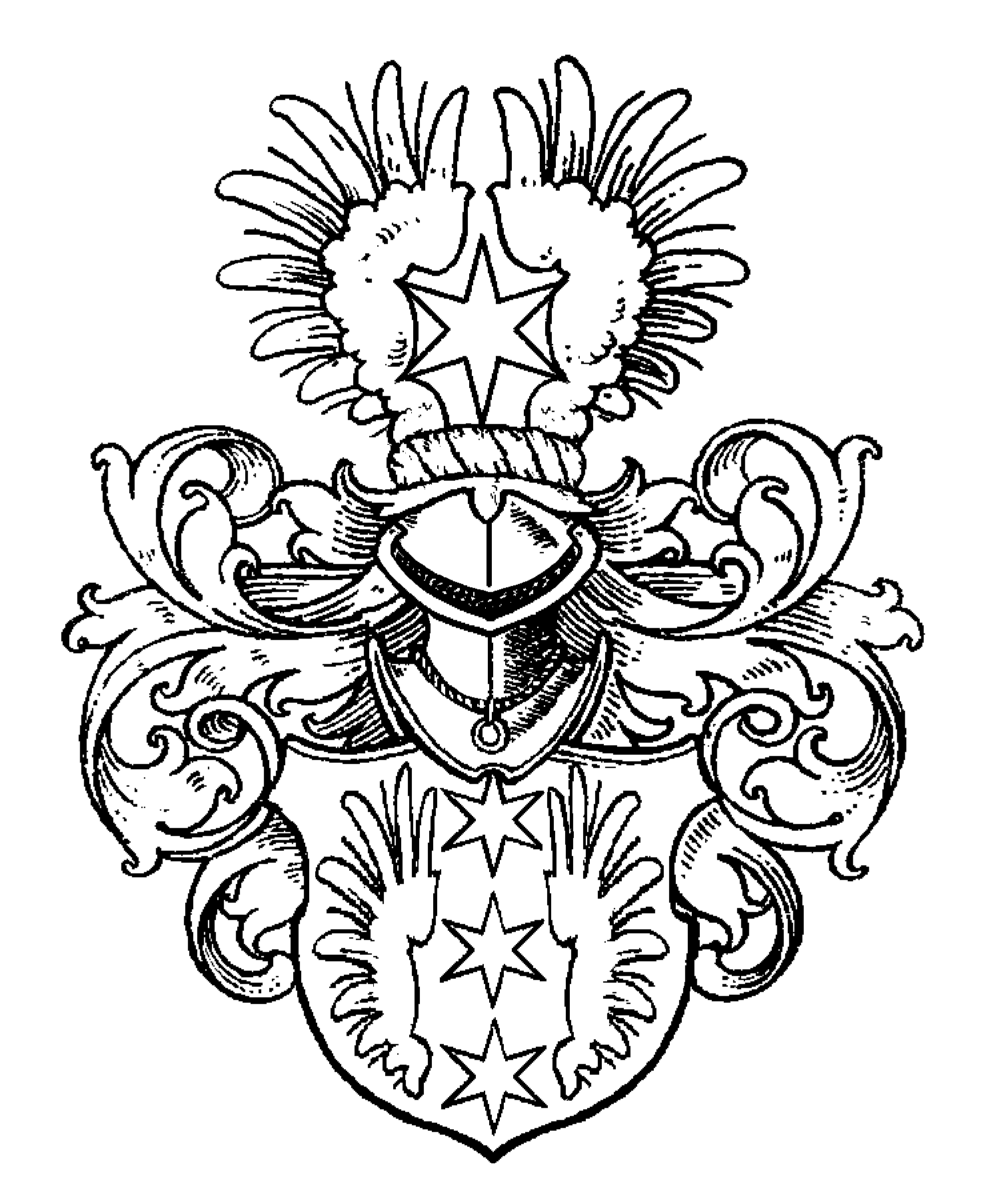
Wappen der Leuth
nach der Darstellung in „Großes Wappen-Bilder-Lexikon“

Das 1629 mit dem Adelsbrief verliehene Wappen zeigt in Schwarz über silbernem Schildfuß, darin eine goldene Lilie, drei achtstrahlige goldene Sterne nebeneinander, überhöht von einem goldenen Weberschützen (= Weberschiffchen). Auf dem gekrönten Bügelhelm mit schwarz-goldenen Decken ein schwarzer Adler.
In Fürsts Wappenbuch (Nachfolgeband des Werkes von Johann Siebmacher („Siebmacher“) von 1605), Band IV, Fol. 118 Ritter und Geadelte, ist das Wappen gemäß oben stehender Blasonierung abgebildet, jedoch fehlt dort der silberne Schildfuß, stattdessen ist der Schild komplett schwarz und die in der Schildfußstelle stehende Lilie ist silbern dargestellt. Gemäß dieser Darstellung gestaltete ein E. Leuther zu Canstatt 1909 eine bis heute erhaltene Hinterglasmalerei, abweichend allerdings mit wachsendem Adler, die er fälschlich als Das Wappen der Familie Leuther bezeichnete. Von Wappenschwindel ist hier nicht auszugehen, wohl aber von gutgläubigem Irrtum des Malers, der als Angehöriger einer Familie Leuther offenbar das Wappen der Leuth (von Hachenburg) als das Wappen seiner Familie ansah.
In Ottfried Neubeckers Großes Wappen-Bilder-Lexikon der bürgerlichen Geschlechter, S. 419, ist für Leuth ein Wappen abgebildet, das im Schild drei Sterne pfahlweise untereinander gestellt zwischen zwei Adlerflügeln zeigt. Auf dem Stechhelm mit Helmwulst wiederholt sich das Schildbild, jedoch mit nur einem Stern zwischen dem offenen Flug. Dieses ist zweifelsfrei ein heraldisch verwandtes Wappen, möglicherweise auch das Stammwappen.